# Лебанон (Илиноис)
Лебанон (енгл. Lebanon) град је у америчкој савезној држави Илиноис. По попису становништва из 2010. у њему је живело 4.418 становника.

## Демографија
Према попису становништва из 2010. у граду је живело 4.418 становника, што је 895 (25,4%) становника више него 2000. године.
| Група             | 2000.         | 2010.         |
| Белци             | 2.730 (77,5%) | 3.457 (78,2%) |
| Афроамериканци    | 650 (18,5%)   | 719 (16,3%)   |
| Азијати           | 17 (0,5%)     | 34 (0,8%)     |
| Хиспаноамериканци | 54 (1,5%)     | 101 (2,3%)    |
| Укупно            | 3.523         | 4.418         |